# Lemprika
Lemprika (lopočika, crna lemprika, crna udikovina, lat. Viburnum tinus) zimzelena je biljka iz porodice Adoxaceae, rasprostranjena u hrvatskom priobalju te šire na području Mediterana (južna Europa, sjeverna Afrika).

## Opis
Lemprika je u obliku grma ili nižeg stabla; u potonjem slučaju može narasti do 7 m visine, sa zaobljenom i razgranatom krošnjom širine 2 do 3 metra. Korijen biljke ide duboko u zemlju te je stoga stablo prilično otporno na vjetar. Biljka preferira sjenovita i vlažna mjesta. Listovi su kožasti i zimzeleni, traju 2–3 godine, jajolikog ili eliptičnog oblika, smješteni u nasuprotnim parovima, dugi 4–10 cm, a široki 2–4 cm. S gornje su strane tamnozelene boje, s donje plavkasto zeleni, a tijekom zimskih mjeseci mogu ih prožeti nijanse ljubičaste.
Cvjetovi su mali, bijele ili ružičaste boje; zimi izbijaju iz crvenkasto-ružičastih pupova u gustom cvatu, 5–10 cm širokom. Mirisni cvjetovi su dvospolni i petokraki, a cvatu od listopada do lipnja. Oprašuju ih kukci. Bobice, koje su tamnomodre, metaličaste boje, duge 5-7 mm, u medicini se upotrebljavaju kao purgativ.
Zbog svojih svojstava lemprika je našla široku primjenu u vrtlarstvu kao ukrasno grmlje. Odlično podnosi obrezivanje i relativno se lako oblikuje u željene oblike. U kišnim razdobljima ispušta pomalo neugodan miris. Sadnja se odvija u dvama godišnjim dobima: početkom jeseni i proljeća. Na proljeće treba ukloniti stare i oštećene ogranke. Često se koristi za pošumljavanje krša, ali u formi sadnica, sjetva se najčešće ne primjenjuje jer je u pitanju višegodišnji proces.

## Podvrste
Postoje tri podvrste lemprike:
- Viburnum tinus subsp. tinus. Područje Sredozemlja.
- Viburnum tinus subsp. rigidum (syn. V. rigidum). Kanarsko otočje.
- Viburnum tinus subsp. subcordatum. Azorsko otočje.